# Škoda 1000 MB
De Škoda 1000 MB en Škoda 1100 MB zijn personenauto's uit de compacte middenklasse met de motor achterin en achterwielaandrijving, die tussen 1964 en 1969 werden geproduceerd door de Tsjechoslowaakse fabrikant AZNP in Mladá Boleslav. De tweedeurs coupéversies van de 1000 MB en 1100 MB werden de 1000 MBX en 1100 MBX genoemd.

## Geschiedenis
In 1955, hetzelfde jaar waarin de Škoda 440/445 zijn intrede deed, begon Škoda plannen te maken voor een nieuwe auto voor de jaren zestig. De oorspronkelijke plannen waren om de auto zo licht en zuinig mogelijk te maken: hij moest niet meer wegen dan 700 kg en het totale brandstofverbruik mocht niet hoger zijn dan 6-7 liter per 100 kilometer.
De volgende stap was om de auto te produceren als een vierdeurs sedan met zelfdragende carrosserie. Zoals de meeste toonaangevende autofabrikanten die dateren van vóór de Tweede Wereldoorlog, bouwde Škoda zijn auto's altijd volgens het traditionele en beproefde concept van de voorin geplaatste motor en achterwielaandrijving. Škoda besloot echter naar twee alternatieve opties te kijken. De eerste optie was om te kiezen voor het meer moderne concept van de voorin geplaatste motor en voorwielaandrijving, de tweede optie was om het concept van de achterin geplaatste motor en achterwielaandrijving te gebruiken wanneer de eerste optie niet succesvol zou zijn.
De optie van motor voorin met voorwielaandrijving was niet succesvol vanwege de hogere kosten en ontwerpcomplexiteit, daarom koos Škoda voor het concept van motor achterin met achterwielaandrijving. Aan het begin van de jaren zestig werd het idee van kleine gezinsauto's met heckmotor nog steeds als redelijk populair beschouwd. In Frankrijk waren er de Renault Dauphine, Renault 8 en Simca 1000, terwijl er in Duitsland de Volkswagen Kever en NSU Prinz waren, in Italië de Fiat 500 en 600 en in Groot-Brittannië was er de Hillman Imp, die allemaal het concept met de motor achterin hadden.

### Een nieuw tijdperk voor Škoda
De Škoda 1000 MB (type 990, de letters 'MB' waren afkomstig van de initialen van Mladá Boleslav) maakte zijn debuut in april 1964, als opvolger van de Škoda Octavia. Dit was nog maar het begin van wat uiteindelijk zou evolueren tot een lange reeks Škoda's met achterin geplaatste motor.
De motor die de 1000 MB aandreef, was een 988 cc viercilinder kopklepmotor die 44 pk (33 kW) produceerde. Het was een watergekoelde motor met (het meest interessant) een aluminium cilinderblok en gietijzeren cilinderkop. De 1000 MB had een handgeschakelde, volledig gesynchroniseerde vierversnellingsbak, rondom onafhankelijke wielophanging, achterwielophanging met pendelassen en trommelremmen rondom.
De 1000 MB was een stijlvolle vierdeurs sedan met een steil aflopende neus die werd geflankeerd door afgeronde voorspatborden. Omdat de motor achterin was geplaatst, bevonden de radiator en de (motoraangedreven) koelventilator zich achterin in het motorcompartiment. Daarom werden enkele koelopeningen in elk achterspatbord en het achterpaneel gemaakt om de luchtstroom te verhogen en de motor koel te houden. Afgezien van de koelopeningen in de achterspatborden en het achterpaneel was de rest van de vormgeving van de 1000 MB normaal, wat ongetwijfeld een poging was om ook conservatief ingestelde kopers in exportlanden aan te spreken. Deze auto was zeer succesvol, zowel voor Škoda als voor de Tsjechische economie.
Het feit dat de motor nog achter de achteras stond, gaf wel een mooie binnenruimte maar maakte de 1000 MB ook staartlastig. In combinatie met de pendelassen was dit duidelijk voelbaar in bochten. Verder was de auto stevig gebouwd maar de afwerking wat ruw.
De algehele prestaties van de 1000 MB waren acceptabel, vooral gezien de kleine motor voor een auto van zijn formaat. De topsnelheid was 120 km/u, het bereiken van 100 km/u vanuit stilstand kostte 27 seconden. Het gemiddelde brandstofverbruik was ongeveer 6,5 liter per 100 km.
In april 1966 werd de 1000 MB de Luxe (type 721) toegevoegd met een krachtigere 48 pk (36 kW) versie van de 988 cc motor een betere uitrusting dan de standaard MB. Het leveringsprogramma werd verder uitgebreid met de 1000 MBG de Luxe (type 710) en de 1000 MBX de Luxe tweedeurs coupé (type 990T). De standaard 1000 MB had nu dezelfde motor als de MB de Luxe, terwijl de MBG en MBX dezelfde motor met een dubbele carburateur hadden, die 70 pk leverde. In 1967 gingen de 1100 MB de Luxe en 1100 MBX de Luxe-modellen in productie met een 1.103 cc-motor met 52 pk.
De 1000 MB werd ook in grote aantallen geëxporteerd naar vele landen, zowel in het Oostblok als de "niet-communistische wereld", waaronder Nederland en België. In Nederland werd Škoda destijds door de firma Englebert in Voorschoten geïmporteerd. In 1969 kostte het standaardmodel in Nederland 4.995 gulden, de 1000 MB de luxe en 1000 MBX werden aangeboden voor 5.595 respectievelijk 5.895 gulden.
Tegen het einde van de jaren zestig vond Škoda dat het tijd was voor een update van de MB-serie, wat ze deden met de introductie van de Škoda 100 en 110 in augustus 1969. Tegen de tijd dat het model werd bijgewerkt, waren er in totaal 443.141 MB's gebouwd. De MBX-serie werd in zeer beperkte aantallen geproduceerd (2.517 in totaal) en is daarom tegenwoordig een extreme zeldzaamheid.

## Galerij

### Modellen

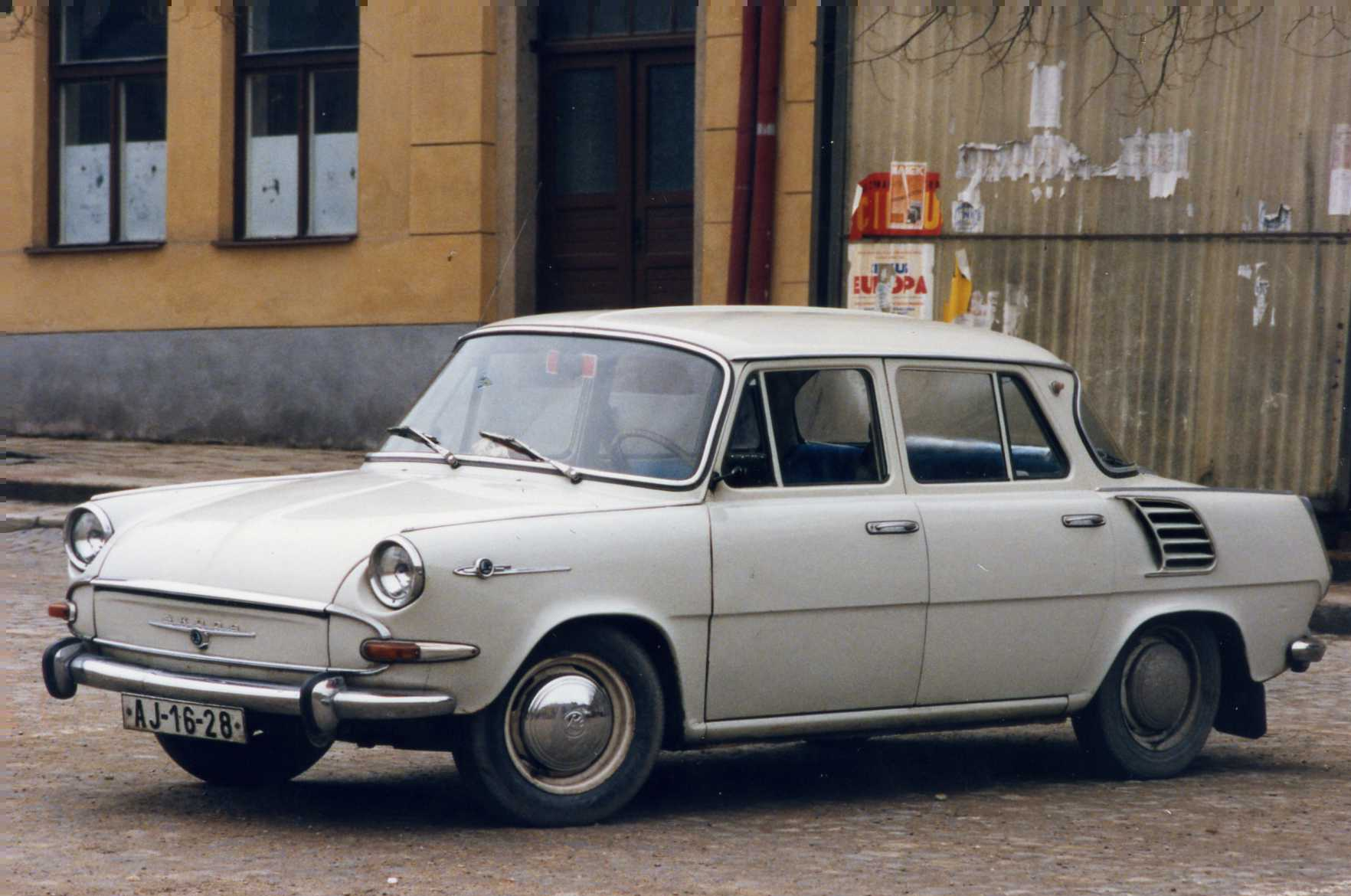
Škoda 1000 MB, model 1964
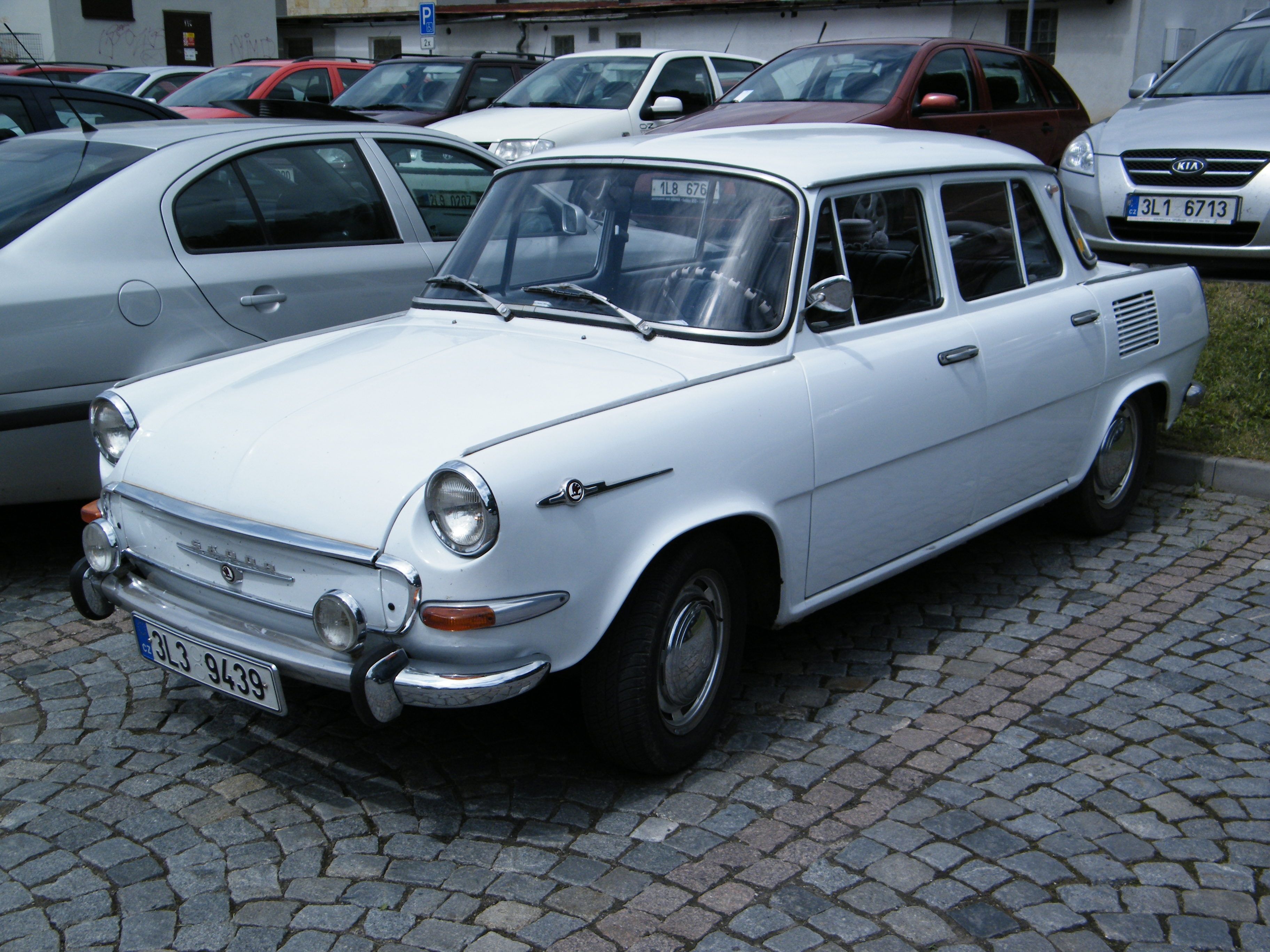
Škoda 1100 MB
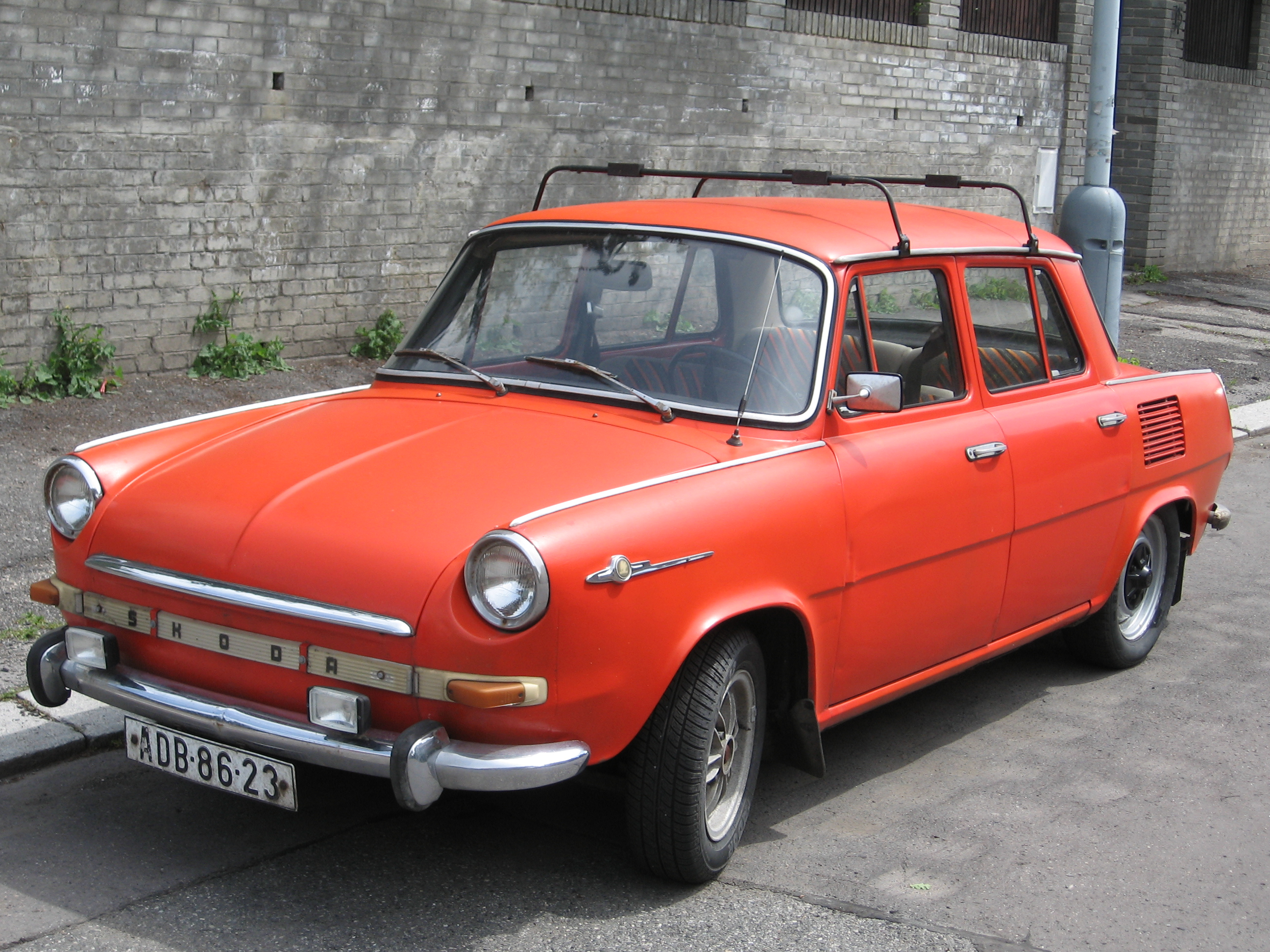
Škoda 1000 MB, model 1969
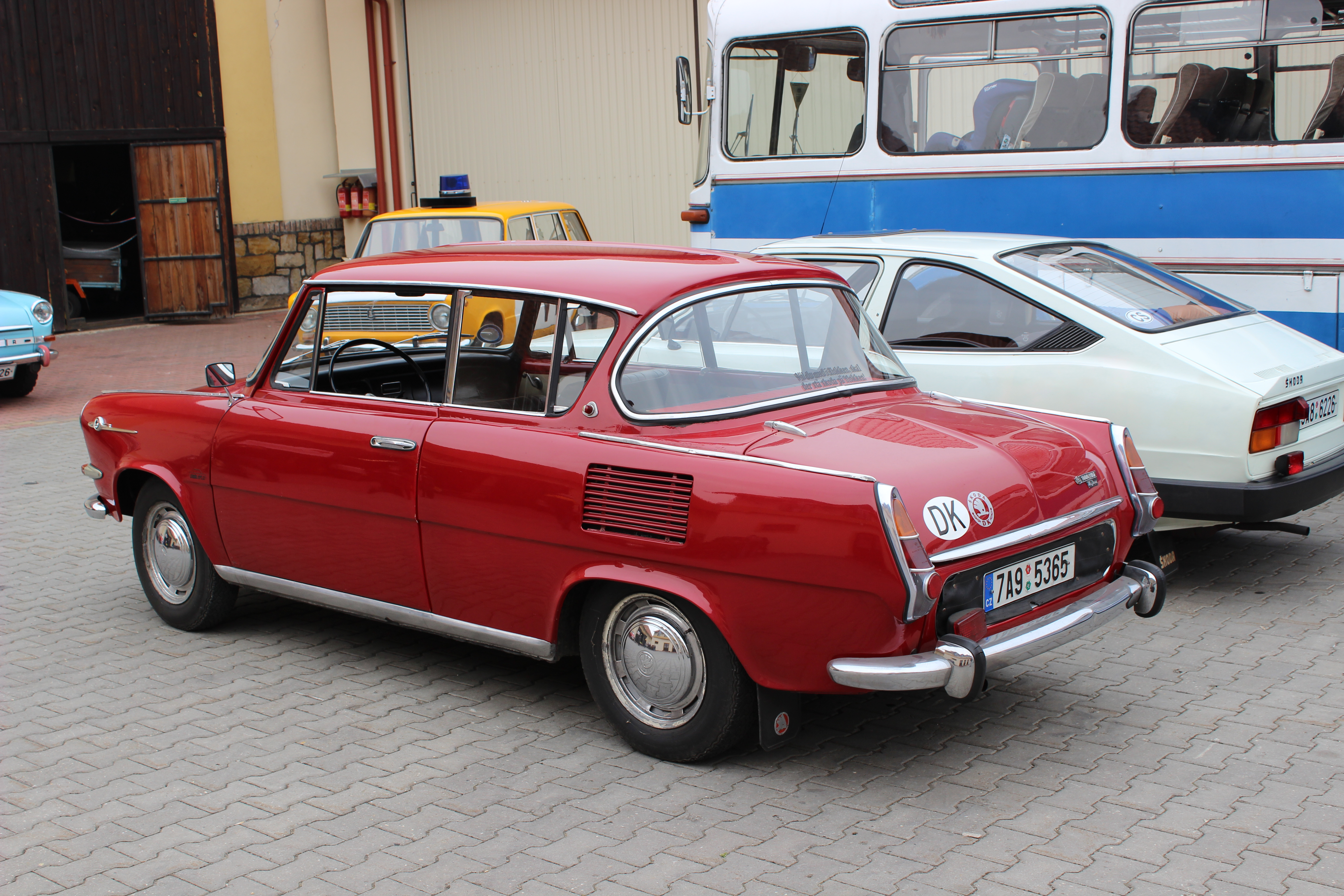
Škoda 1100 MBX
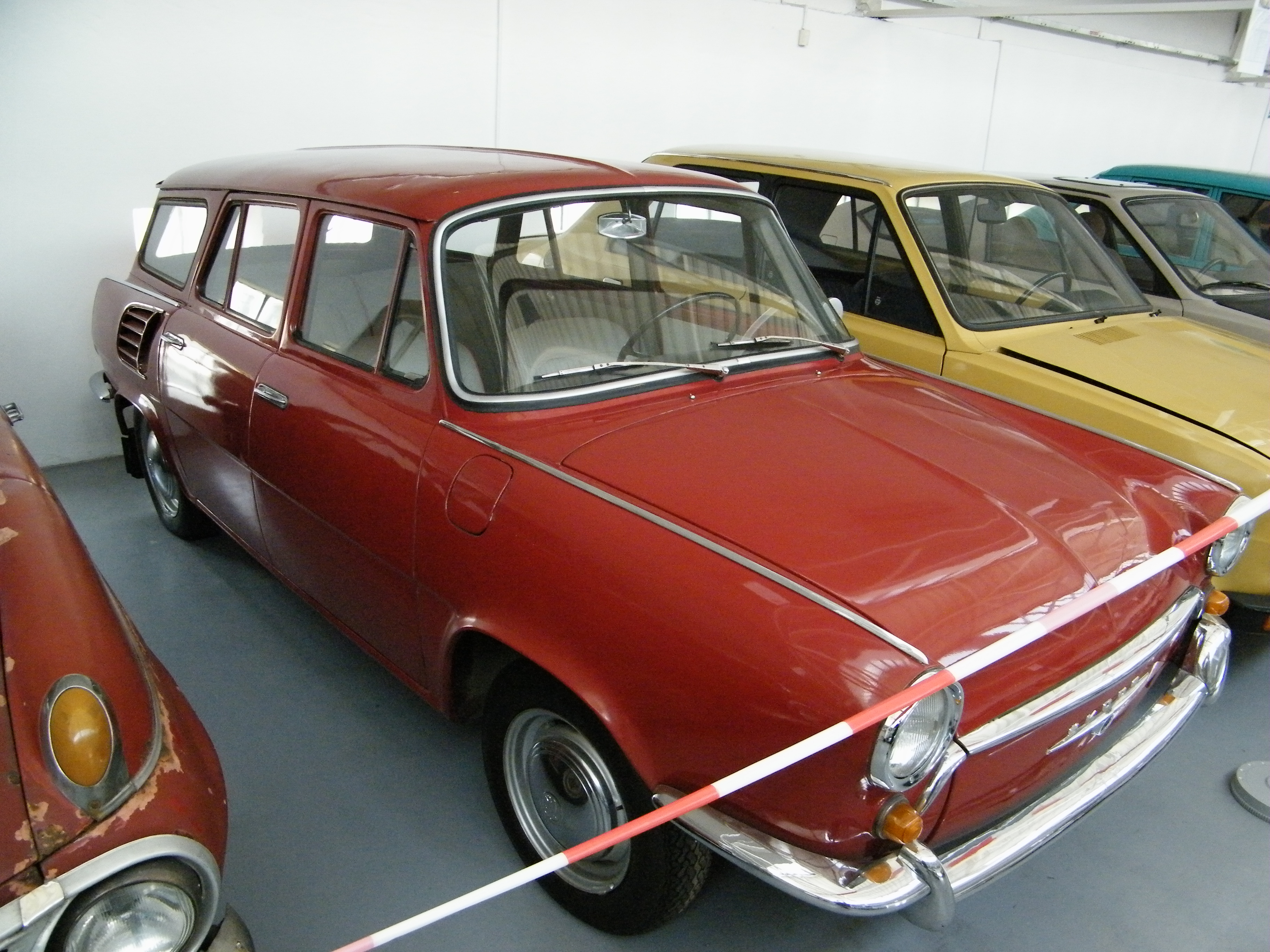
combi-prototype

### Details

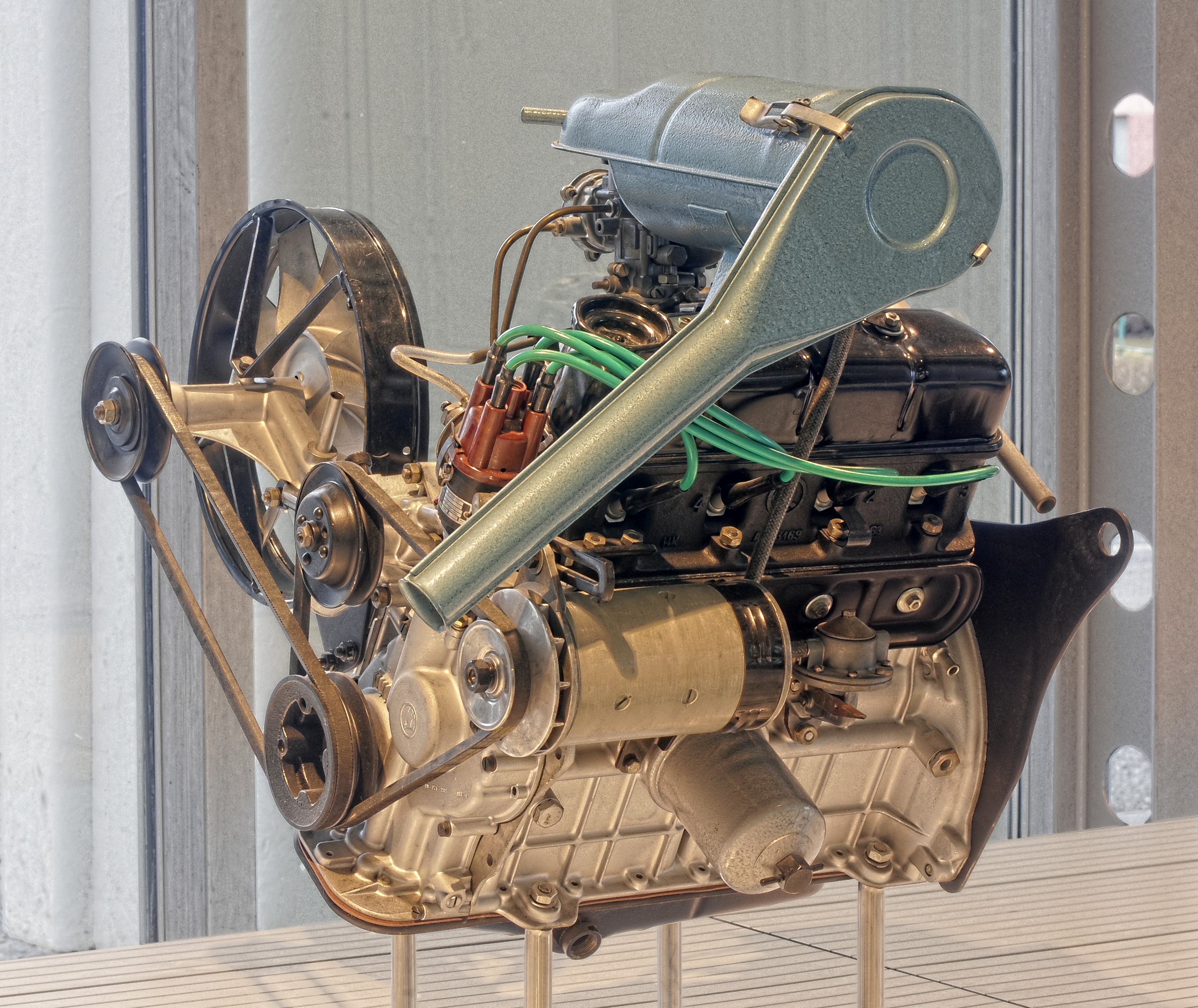
motor van de 1000 MB
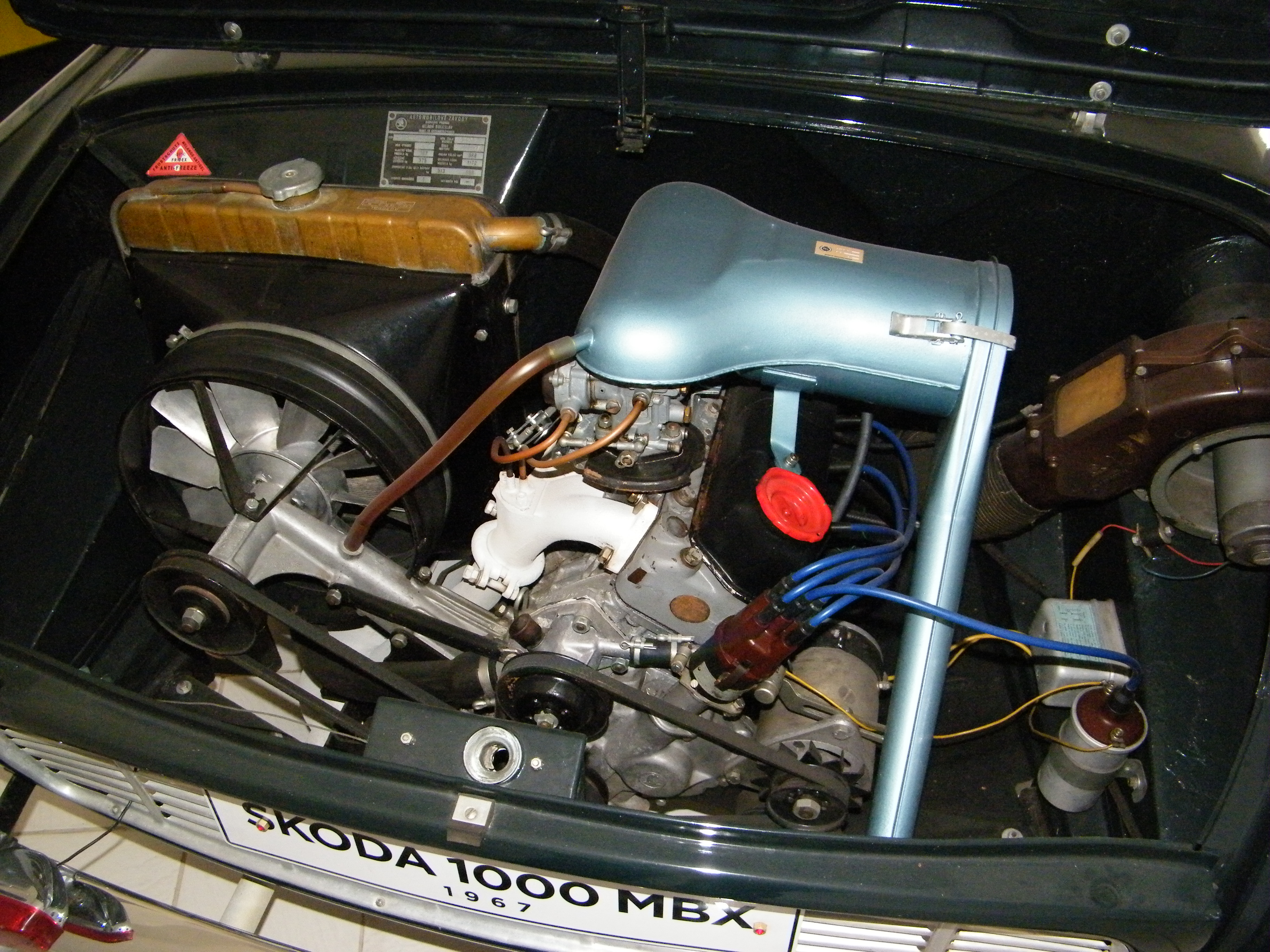
motorcompartiment
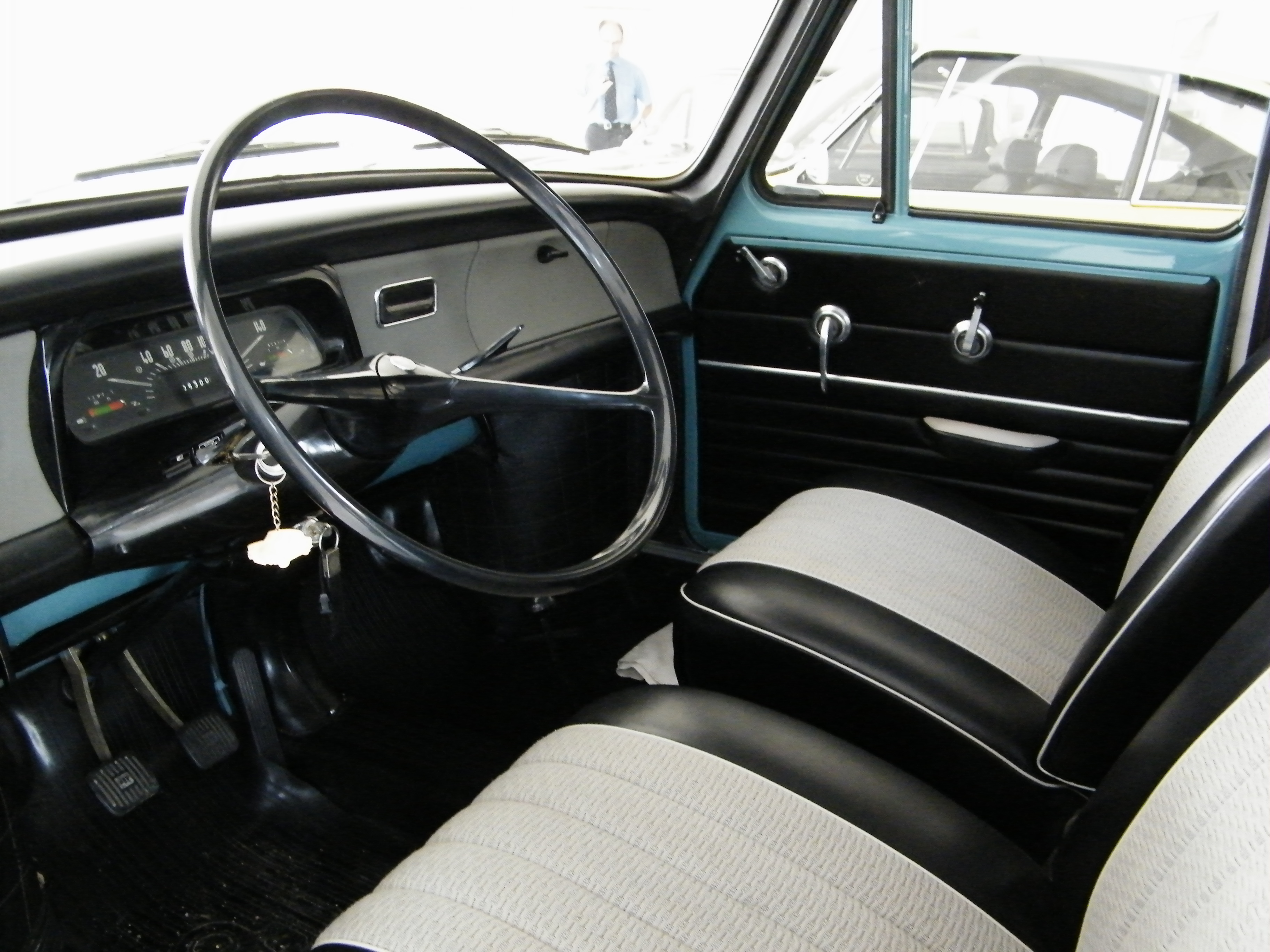
interieur van de Škoda 1000 MB de Luxe, model 1969
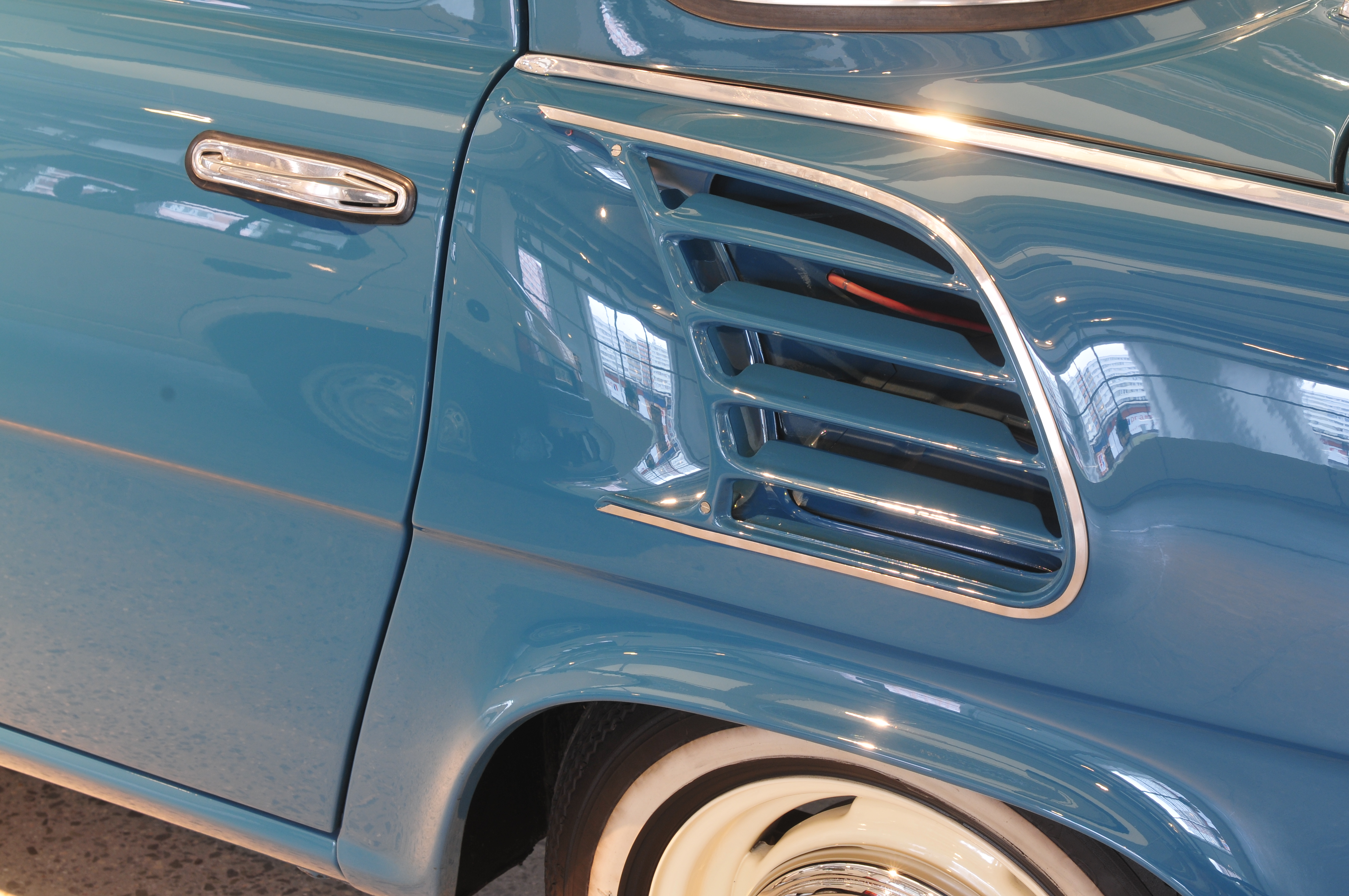
koelluchtinlaatrooster van vroege versies
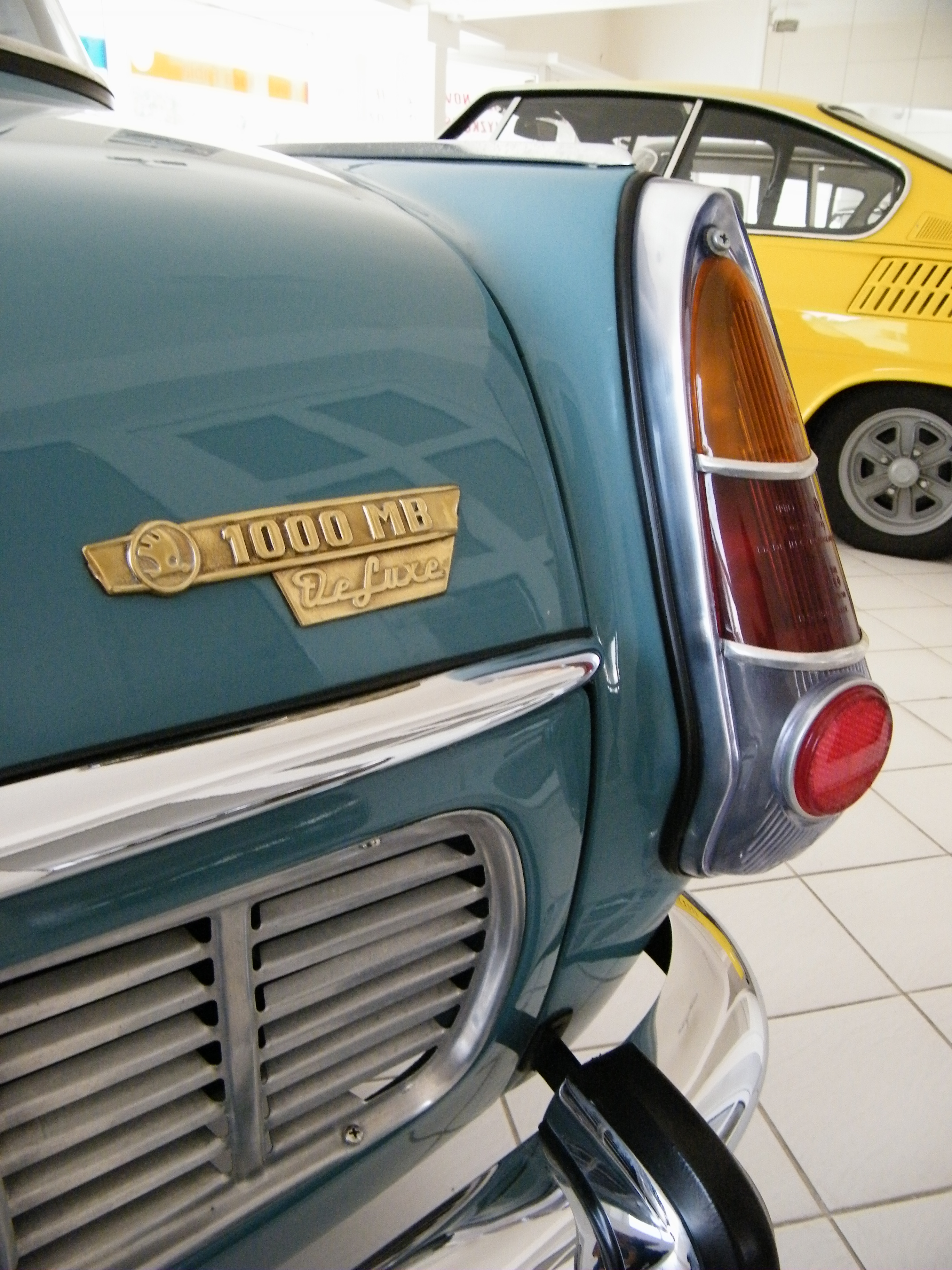
achterlicht en koelluchtuitlaat